# 哈米克反应
哈米克反应（英語：Hammick reaction），得名於英国化学家达尔齐尔·哈米克，指在羰基化合物存在下，α-吡啶甲酸及其类似物受热转变为2-吡啶基原醇。
用对异丙基甲苯作溶剂可提高反应产率。

## 反应机理
加热时，α-吡啶甲酸发生脱羧，生成两性离子(2)。该离子与强亲电试剂（如醛）作用，发生对羰基的亲核加成。加成产物发生质子转移，便得到原醇(4)。